# Morrison, Illinois
Morrison là một thành phố thuộc quận Whiteside, tiểu bang Illinois, Hoa Kỳ. Năm 2010, dân số của thành phố này là 4188 người.

## Dân số
Dân số qua các năm:
- Năm 2000: 4447 người.
- Năm 2010: 4188 người.